# Мар-Менор

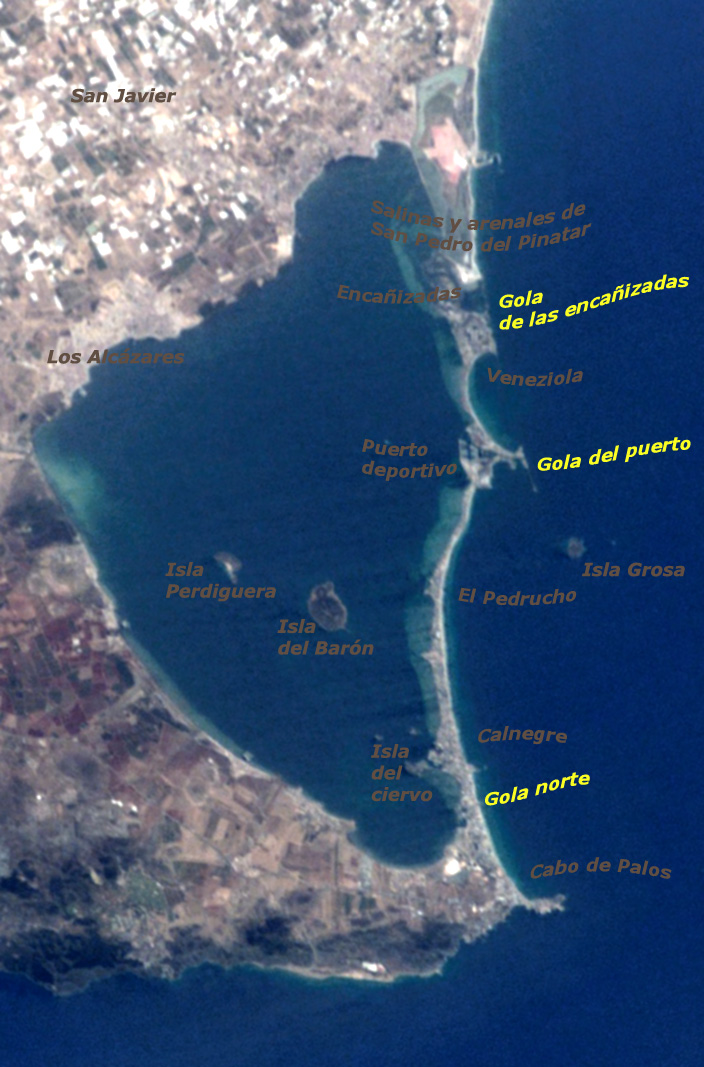
Мар-Менор, вид з космосу

Мар-Менор (ісп. Mar Menor, «Маленьке Море») — солона лагуна в провінції Мурсія, комарка Мар-Менор, на території 4-х муніципалітетів — Картахена, Лос-Алькасарес, Сан-Хав'єр, Сан-Педро-дель-Пінатар.
Від моря відокремлена Ла-Мангою — піщаною косою 22 км завдовжки і 100—1200 м шириною. При площі 170 км², береговою лінією 70 км, й кристально чистою водою глибиною не більше 7 м її називають «найбільшим плавальним басейном у світі». Лагуна є великим центром туризму і приваблює любителів водних видів спорту. Північна частина лагуни заболочена і охороняється відповідно до положень Рамсарської конвенції.
У південній частині лагуни кілька островів: Ісла-Майор, Пердигеро, Сьєрво, Сухето, Ронделі. Висота Ісла-Майора, найбільшого з них сягає 104 м над рівнем моря.